# Bungenberg
Bungenberg is een plaats in de Duitse gemeente Hellenthal, deelstaat Noordrijn-Westfalen, en telt 39 inwoners (2006).